# Paweł Gizbert-Studnicki
Paweł Gizbert-Studnicki (ur. 1946, zm. 31 października 2007) – polski fizyk specjalizujący się w fizyce teoretycznej, doktor nauk fizycznych, przedsiębiorca, menedżer, w latach 1990–1993 wiceprezes Polskiego Towarzystwa Informatycznego, działacz opozycji demokratycznej w okresie PRL.

## Życiorys
Urodził się jako syn prawnika i profesora UJ Franciszka Studnickiego. Jego młodszym bratem jest Tomasz Studnicki.
Magisterium z zakresu fizyki teoretycznej Paweł Gizbert-Studnicki obronił z wyróżnieniem na Wydziale Matematyki, Fizyki i Chemii Uniwersytetu Jagiellońskiego w 1969 roku. Na tej samej uczelni uzyskał w 1972 roku stopnień doktora. Do 1993 roku był pracownikiem Instytutu Fizyki Uniwersytetu Jagiellońskiego.
Tworzył rozwiązania zadań fizyki w oparciu o metody informatyki, po 1975 roku przy użyciu krakowskiego „superkomputera” CDC Cyber 75, zainstalowanego w Środowiskowym Centrum Obliczeniowym „Cyfronet”.
Był współzałożycielem NSZZ „Solidarność” na Uniwersytecie Jagiellońskim, członkiem Komisji Uczelnianej „Solidarności”, współpracownikiem Regionalnej Komisji Wykonawczej. Po wprowadzeniu stanu wojennego zaangażował się w podziemną działalność wydawniczą, poligraficzną oraz kolportaż. Został aresztowany w 1982. Był inwigilowany przez Służbę Bezpieczeństwa.
Od 1988, poza pracą naukową, współtworzył firmę doradczą „Studnicki, Płeszka, Ćwiąkalski, Górski”. Specjalizował się w zarządzaniu finansami, organizacji i finansowaniu przedsięwzięć inwestycyjnych, prywatyzacji przedsiębiorstw, doradztwie podatkowym, organizacyjnym i strategicznym.
W latach 1992–2004 był członkiem i przewodniczącym rad nadzorczych, prezesem i członkiem zarządów w takich instytucjach jak: Bank Przemysłowo-Handlowy, PTE Kredyt Bank, Rybnicka Spółka Węglowa, Stalexport.

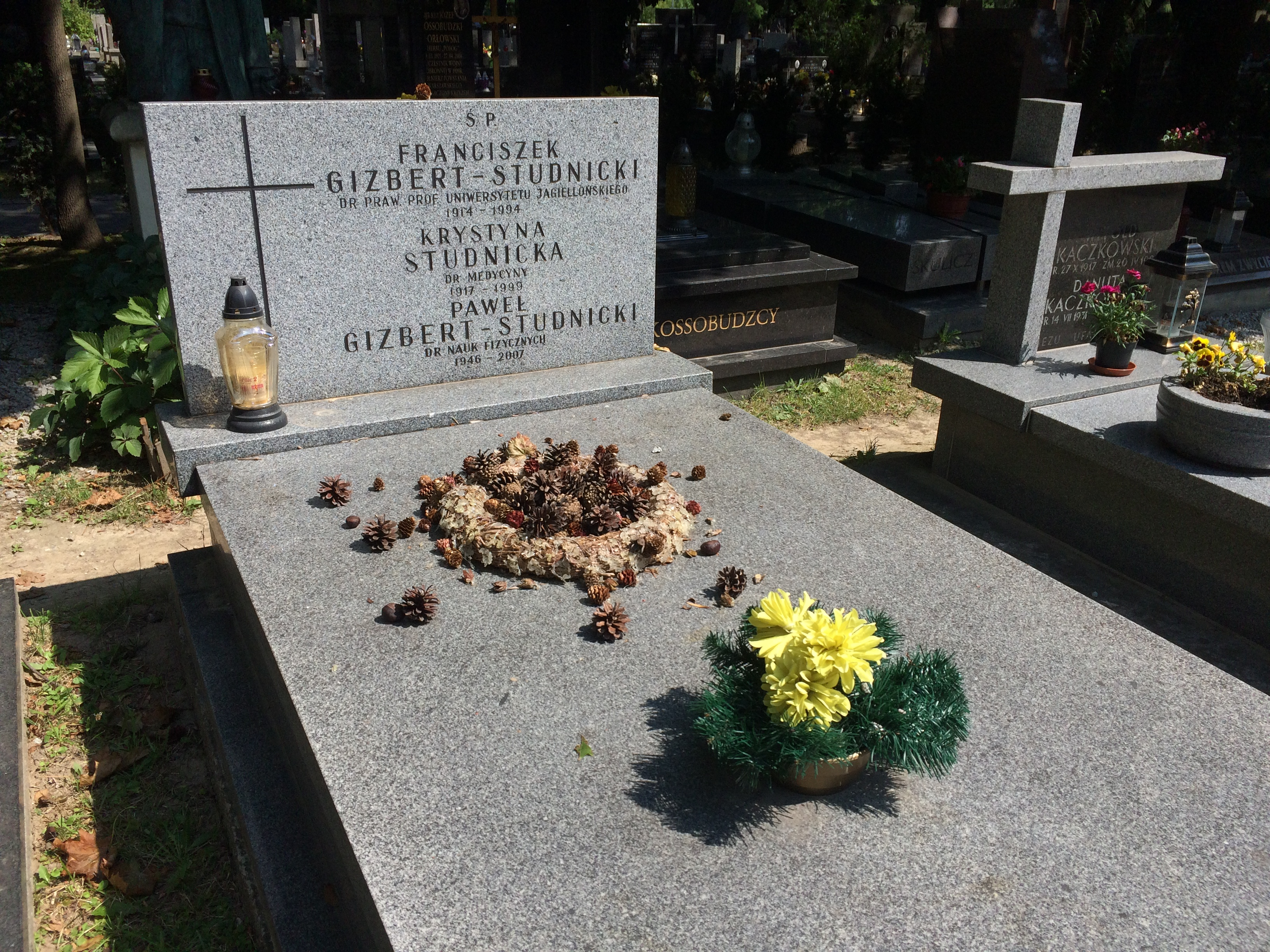
Grób rodziny Studnickich w alei zasłużonych na cmentarzu Rakowickim w Krakowie

Od 1984 roku był członkiem Oddziału Małopolskiego Polskiego Towarzystwa Informatycznego. W latach 1990–1993 był wiceprezesem PTI, a w latach 1993–1996 oraz 2005–2008 członkiem Zarządu Głównego. Od 1996 do 2002 roku przewodniczył Głównemu Sądowi Koleżeńskiemu PTI, w latach 2002–2005 był członkiem Sądu Koleżeńskiego.
Działał także w Małopolskiej Radzie Pożytku Publicznego i Klubie Rotary Kraków. Pełnił funkcję członka Zarządu Fundacji Instytut Studiów Strategicznych w Krakowie i członka Komisji Rewizyjnej Krakowskiego Towarzystwa Przemysłowego. W 2005 roku był ekspertem Klubu Parlamentarnego Platformy Obywatelskiej.
Zmarł w 2007 roku. Został pochowany w alei zasłużonych na cmentarzu Rakowickim (kwatera LXIX pas B-2-4).

## Odznaczenia
- Członkostwo honorowe Polskiego Towarzystwa Informatycznego (pośmiertnie)[2]
- Medal „Dziękujemy za Wolność” przyznany przez Stowarzyszenie Sieć Solidarności (pośmiertnie, 2014)[2]
- Krzyż Oficerski Orderu Odrodzenia Polski „za wybitne zasługi w działalności na rzecz przemian demokratycznych w Polsce, za osiągnięcia w podejmowanej z pożytkiem dla kraju pracy zawodowej i społecznej” (pośmiertnie, 2015)[5][6]
- Krzyż Wolności i Solidarności „za zasługi w działalności na rzecz niepodległości i suwerenności Polski oraz respektowania praw człowieka” (pośmiertnie, 2017)[7]